# Mikołaj Piskorski
Mikołaj Jan Piskorski (ur. 16 kwietnia 1973 w Polsce) – polski naukowiec, profesor nadzwyczajny (associate professor) zarządzania na Harvard Business School. Od 2014 jest profesorem szwajcarskiej szkoły biznesu IMD.

## Życiorys
Absolwent studiów magisterskich z zakresu ekonomii na University of Cambridge i socjologii na Harvard University. Po uzyskaniu doktoratu z zakresu teorii organizacji na Harvard University został zatrudniony jako assistant professor na Stanford University. W 2004 wrócił na Harvard do katedry strategii. Specjalizował się w badaniach sieci społecznościowych i innowacyjnych struktur organizacyjnych. Stworzył edukacyjne studia przypadków (case'y) na temat Myspace, Twittera, Wikipedii i in..  Od 2014 roku jest profesorem od strategii cyfrowej, analityki i innowacji szwajcarskiej szkoły biznesu IMD oraz dziekanem tejże w Azji i Oceanii.
Przez Poets & Quants został uznany za jednego z czterdziestu najlepszych profesorów zarządzania na świecie, którzy nie ukończyli 40 lat.
Jest członkiem rad redakcyjnych czasopism naukowych „Administrative Science Quarterly”, „American Journal of Sociology”, „Management Science” and „Organization Science”.